# 아스파라거스
아스파라거스(아스파라구스 오피키날리스, Asparagus officinalis, 영어: garden asparagus 또는 sparrow grass, 문화어: 멸대, 아스파라가스)는 비짜루속(아스파라거스속)에 속하는 봄 채소이자, 여러해살이 속씨식물이다.
유의어로는 노순(蘆荀), 석도백(石刀柏), 천문동(天門冬), 천동(天冬)이 있다. 아스파라구스 오피키날리스는 유럽 대부분 지역, 북아프리카, 남아시아가 원산이며 작물로 널리 경작된다.

## 생태
아스파라거스는 100-150cm (39-59 in) 높이로 자라는 여러해살이풀로, 굵은 줄기가 있고 가지가 많은 깃털이있다. "잎"은 사실상 잎 모양의 잎 겨드랑이에서 바늘 모양의 cladodes (수정 된 줄기)이다. 그것들은 길이가 6-32 mm (0.24-1.26 in), 넓이가 1 mm (0.039 in)이며 4-5 개가 모여 장미처럼 보인다. 뿌리유형은 우발적으로 산발되어 있다. 꽃은 종 모양으로 녹빛이 도는 흰색 ~ 황색을 띠며 길이 4.5 ~ 6.5mm (0.18 ~ 0.26 in)이며 밑 부분에는 6 개의 테팔이 부분적으로 융합되어 있다. 그들은 지류의 교차점에서 단독으로 또는 2 개 또는 3 개의 클러스터로 생성된다. 그것은 보통 암컷과 수컷이 별개의 식물에 자라는 이원성이지만, 때로는 형형색색의 꽃이 발견된다. 열매는 직경 6-10mm의 작은 빨간 장과이며 인간에게 유독한다.
유럽의 서쪽 해안에 서식하는 식물 (북부 스페인 북쪽에서 북 아일랜드, 영국 및 북서부 독일까지)은 아스파라거스 유사종으로 취급된다.

## 역사
아스파라거스는 섬세한 맛, 이뇨 작용 등으로 인해 식물성 의약품으로 사용되었다. 이집트 기원전 3000년경에 이집트의 프리즈 (frieze)에 제물로 묘사된다. 고대 시리아와 스페인에서도 알려졌다. 그리스인과 로마인은 계절에 따라 신선한 음식을 먹었고 겨울에는 야채를 마셨다. 로마 Epicurus 알프스의 Epicurus 축제에 대한 동결. 황제 아우구스투스 (Augustus)는 야채를 잡아 당기면서 "아스파 라 거스 함대 (Asparagus Fleet)"를 만들었으며 신속한 행동을 위해 "아스파라거스보다 더 빨리"라는 표현을 만들었다. 아스파라거스를 요리하는 요리법은 Apicius의 3 세기 광고 동화 인 Book III에서 가장 오래 지속되는 요리법이다.
고대 그리스의 의사 Galen (로마인들 사이에서 두드러진)은 2 세기 경에 아스파라거스를 유익한 허브로 언급했지만 아스파 라 거스는 로마 제국이 끝난 후 중세 시대의 관심을 끌지 못했다.  이 작가는 (비정상적으로 과학적으로 해결되지 않은) 최음 제적 힘을 기념하고, 인도의 Ananga Ranga가 피로를 막는 "특수한 인 원소"에 속한다고 가정한다. 1469년까지, 아스파라거스는 프랑스 수도원에서 재배되었다. 아스파라거스는 1538년까지 영국에서는 거의 발견되지 않았고 1542년까지 독일에서는 거의 발견되지 않았다.
팁은 최고의 질감과 가장 강력하면서도 섬세한 맛이 있다. point d 'amour ( "love tips")는 Pompadour Madame에게 섬세함을 제공했다. 아스파라거스는 현재 1850년경 신세계에서 미국에서 판매된다.

## 사용
갓 난 아스파라거스만을 일반적으로 먹는다 : 일단 새싹이 열리면 , 새싹은 빠르게 나무로 변한다.
물은 아스파라거스 조성의 93 %를 차지한다. 아스파라거스는 칼로리가 적고 나트륨이 매우 적다. 비타민 B6, 칼슘, 마그네슘 및 아연의 좋은 원천이며 식이 섬유, 단백질, 베타 카로틴, 비타민 C, 비타민 E, 비타민 K, 티아민, 리보플라빈, 루틴, 니아신, 엽산의 아주 좋은 공급원이다. , 철, 인, 칼륨, 구리, 망간, 셀레늄뿐만 아니라 혈류에서 포도당을 세포로 수송하는 인슐린의 능력을 향상시키는 미량 구성 인 크롬을 포함한다. 아스파라거스 식물은이 화합물이 비교적 풍부하기 때문에 아미노산 아스파라긴은 아스파라거스에서 그 이름을 얻는다.
싹은 전채 요리법이나 야채 반찬으로 전 세계 여러 곳에서 준비되고 제공된다. 아시아 스타일의 요리에서는 아스파라거스는 대부분 볶인 요리로 만들어진다. 미국의 광둥 레스토랑은 종종 닭고기, 새우 또는 쇠고기로 볶은 아스파라거스를 제공한다. 또한 숯 위에 빠르게 구워 질 수 있으며 일부 스튜와 수프의 재료로도 사용된다. 최근 몇 년 동안, 샐러드의 성분으로 날 것으로 먹은 아스파라거스가 인기를 되찾았다.
줄기의 두께는 식물의 나이를 나타내며 더 오래된 아스파라거스는 더 두꺼운 줄기를 가지고 있다. 더 오래된, 더 두꺼운 줄기는 기초에 피부를 벗겨 거친 층을 제거하더라도, 딱딱 할 수 있다. 껍질을 벗긴 아스파라거스는 훨씬 빨리 튀겨진다. 아스파라거스의 바닥 분에는 모래와 흙이 포함되어 있기 때문에 요리하기 전에 철저하게 씻는 것이 일반적으로 권장된다.
그린 아스파라거스는 전 세계적으로 먹는 식물이다. 그러나 일년 내내 수확이 가능하기 때문에 휘귀성은 떨어졌다. 그러나 유럽에서는 "아스파라거스 시즌이 푸드 캘린더의 하이라이트"이다. 영국에서는 전통적으로 4월 23일에 시작되어 한여름의 날에 끝난다.  유럽 대륙에서와 마찬가지로 짧은 성장시기와 현지 농산물 수요로 인해 아스파라거스는 프리미엄 가격을 요구한다.

## 상업적 생산
제일 큰 아스파라거스 수입국 (2013)은 미국 (182,805 톤), 유럽 연합 (대외 무역) (94,475 톤), 캐나다 (20,219 톤) 순이었다.
중국은 세계 최대의 생산국이다. 2013년에는 700 만 톤, 페루는 383,144 톤, 멕시코는 126,421 톤을 생산했다. 미국 생산량은 캘리포니아, 미시간 및 워싱턴에 집중되어있었다.  독일의 화이트 아스파라거스 생산량은 57,000 톤 (소비자 수요의 61 %)이다.
지하에서 자라면 재배자는 아스파라거스의 성장기를 늘릴 수 있다. 영국에서는 지하에서 재배되는 아스파라거스의 수확기가 2 월에서 11 월 사이 인 것으로 추산된다.

## 경작
아스파라거스는 종종 해양 서식지에서 유래하기 때문에 정상적인 잡초가 자라기에는 힘든 염분이 많은 토양에서 번식한다. 따라서 아스파라거스용 토양에서는 잡초를 억제하기 위해 전통적으로 약간의 소금이 사용되었다. 이것은 토양이 다른 용도로 사용될 수 없다는 단점이 있다. 어떤 곳은 다른 곳보다 아스파라거스를 재배하는 것이 좋다. 토양의 비옥은 큰 요인이다.
보라색 아스파라거스는 당도가 높고 섬유 수준이 낮은 것이 녹색과 흰색 아스파라거스와 다르다. 보라색 아스파라거스는 원래 알벤가시 근처의 이탈리아에서 개발되었으며 다양한 이름 인 'Violetto d'Albenga '로 상품화되었다. 그 이후로 미국과 뉴질랜드에서 번식 작업이 계속 진행되어 '보라색 아스파라거스'품종이 탄생했다.

## 효능
피로회복, 자양강장, 혈관 강화에 효과가 있고 혈압을 낮추는 등 고혈압 예방에도 좋다.

## 사진

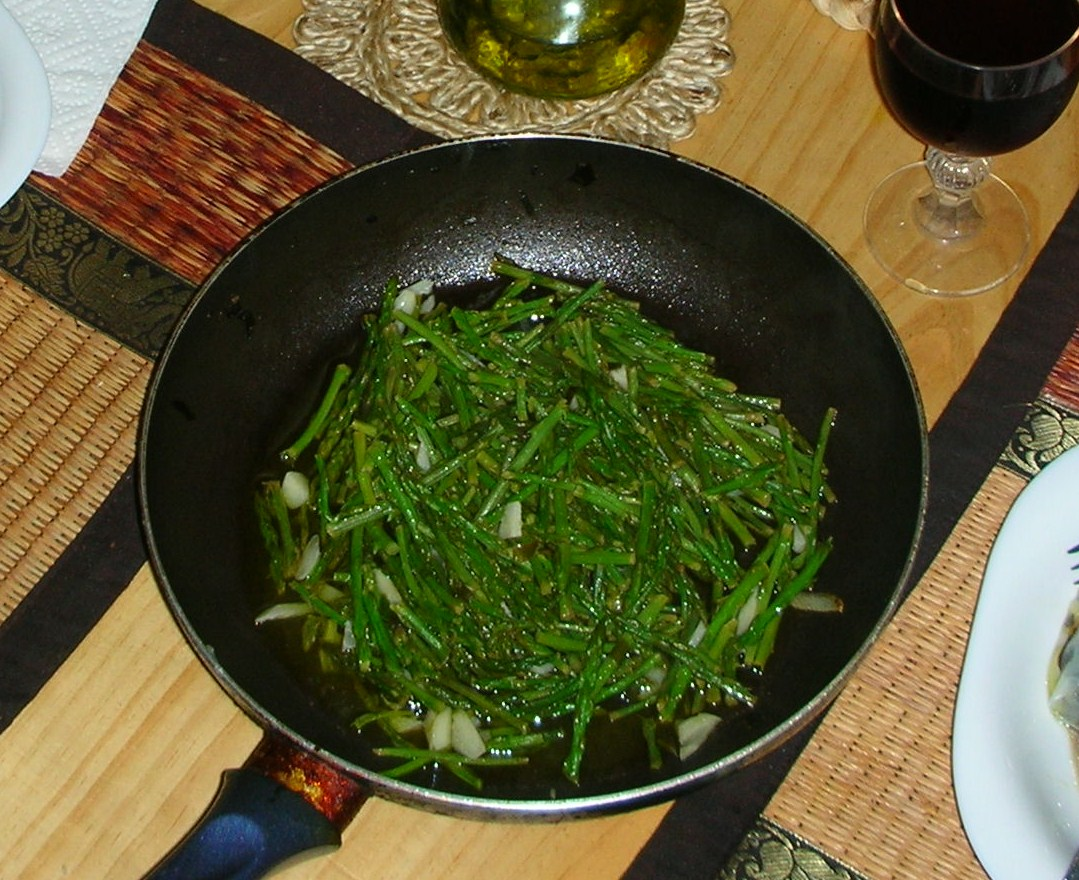
마늘, 간장을 넣은 아스파라거스 볶음
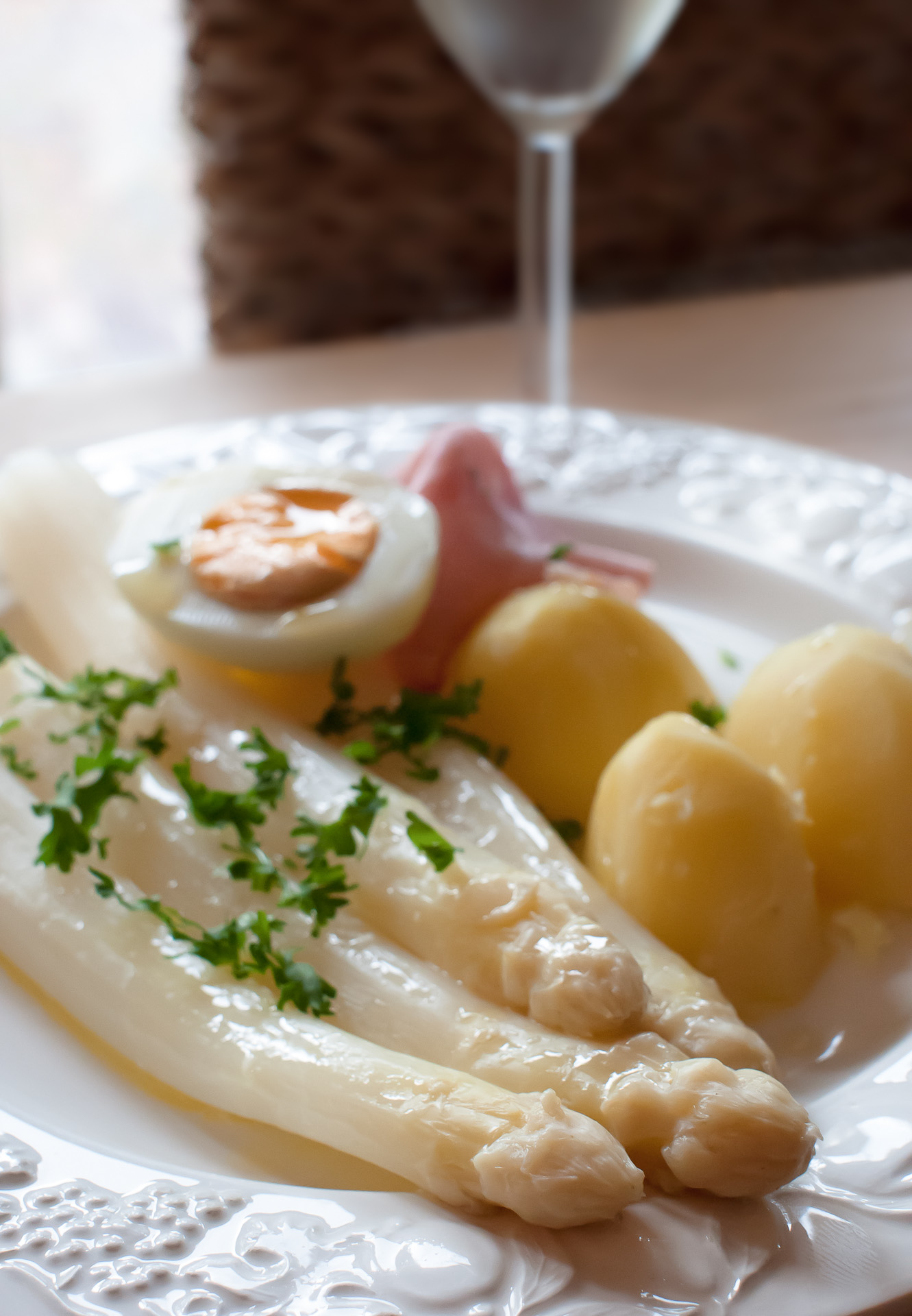
네덜란드와 북부 독일에서는 아스파라거스와 햄, 삶은 달걀, 감자 및 녹은 버터 소스와 곁들어 먹는다
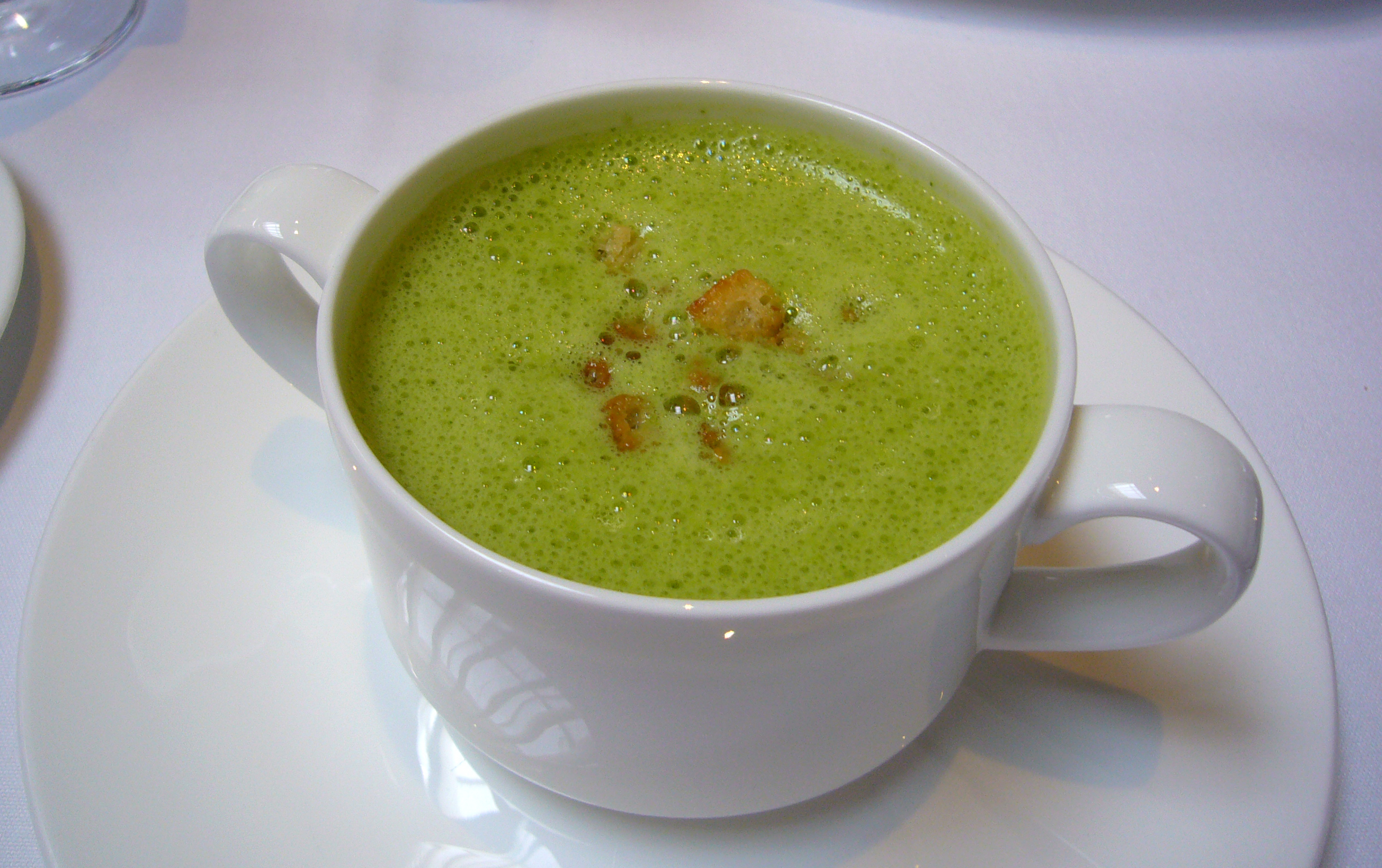
아스파라거스 크림 수프
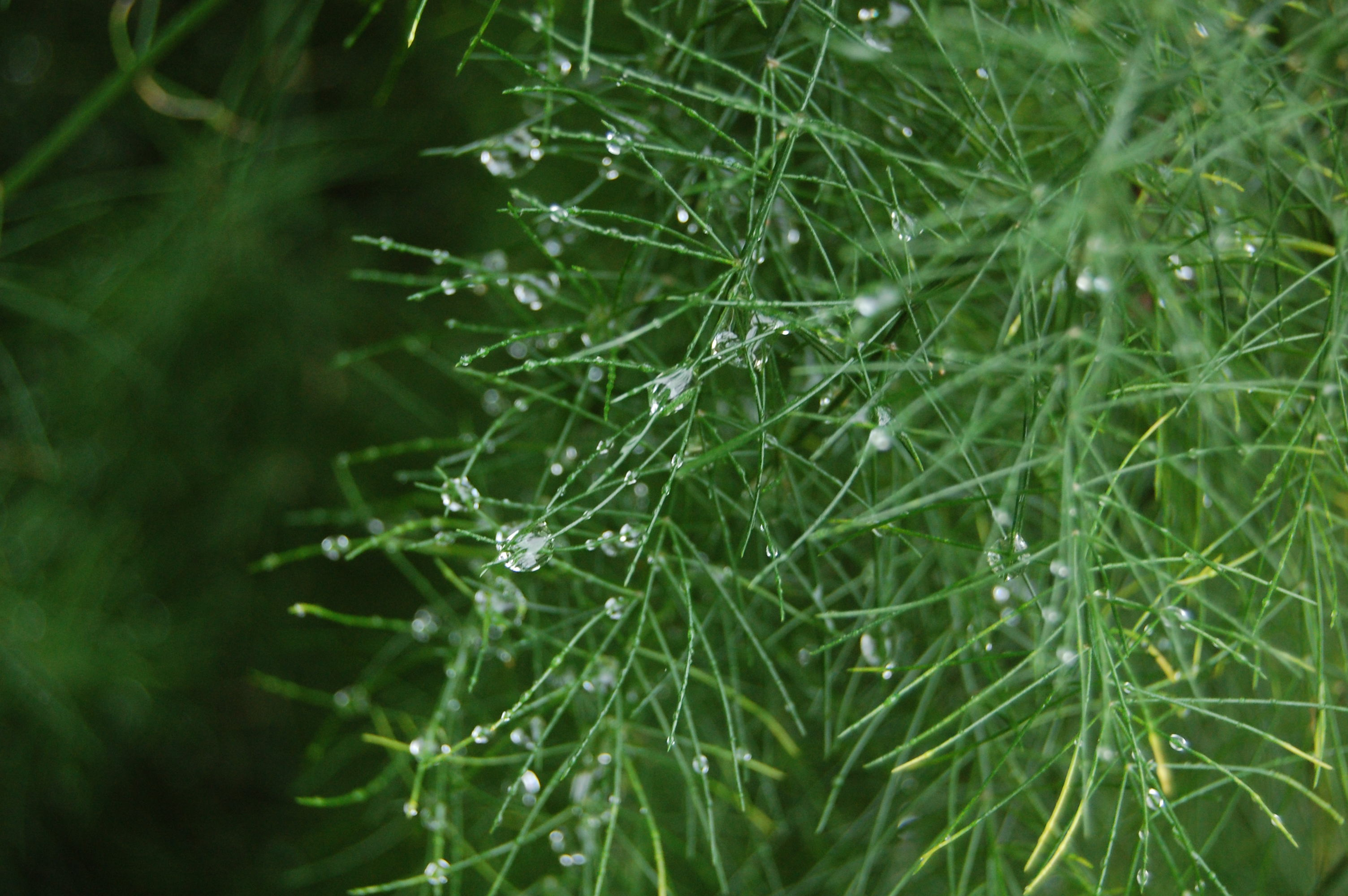
아스파라거스와 이슬
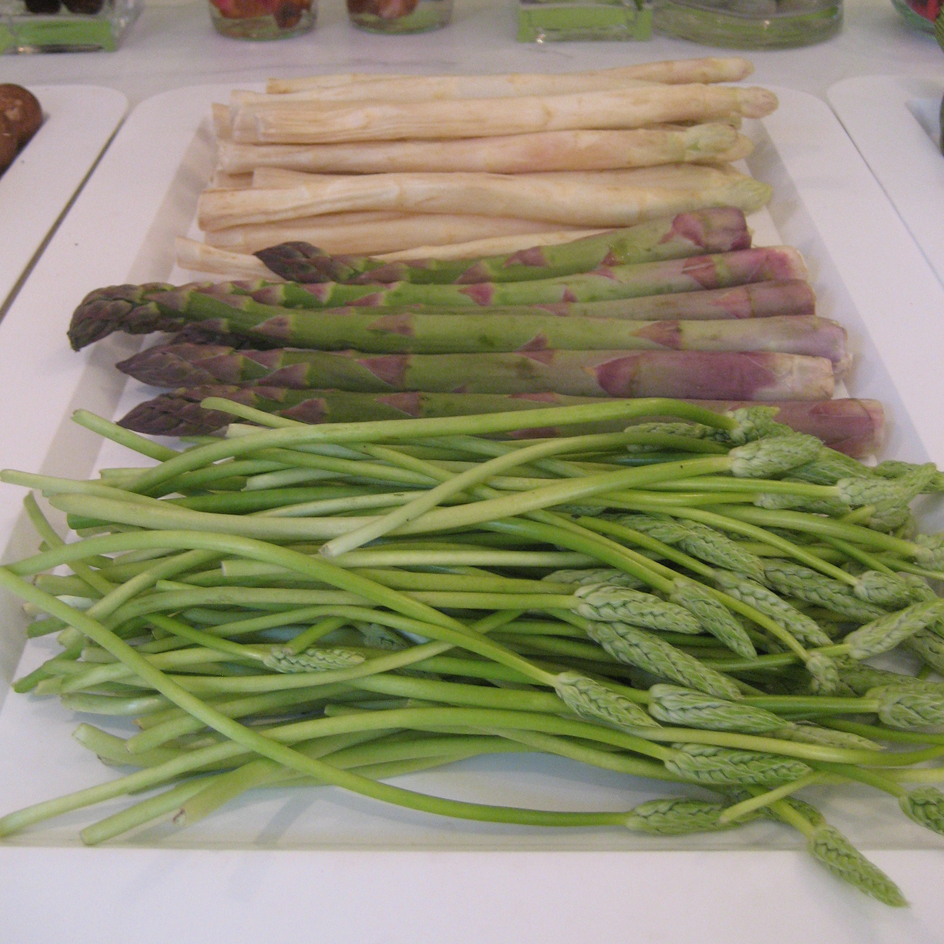
3종류의 아스파라거스, 흰색 아스파라거스, 녹색 아스파라거스, 야생 아스파라거스
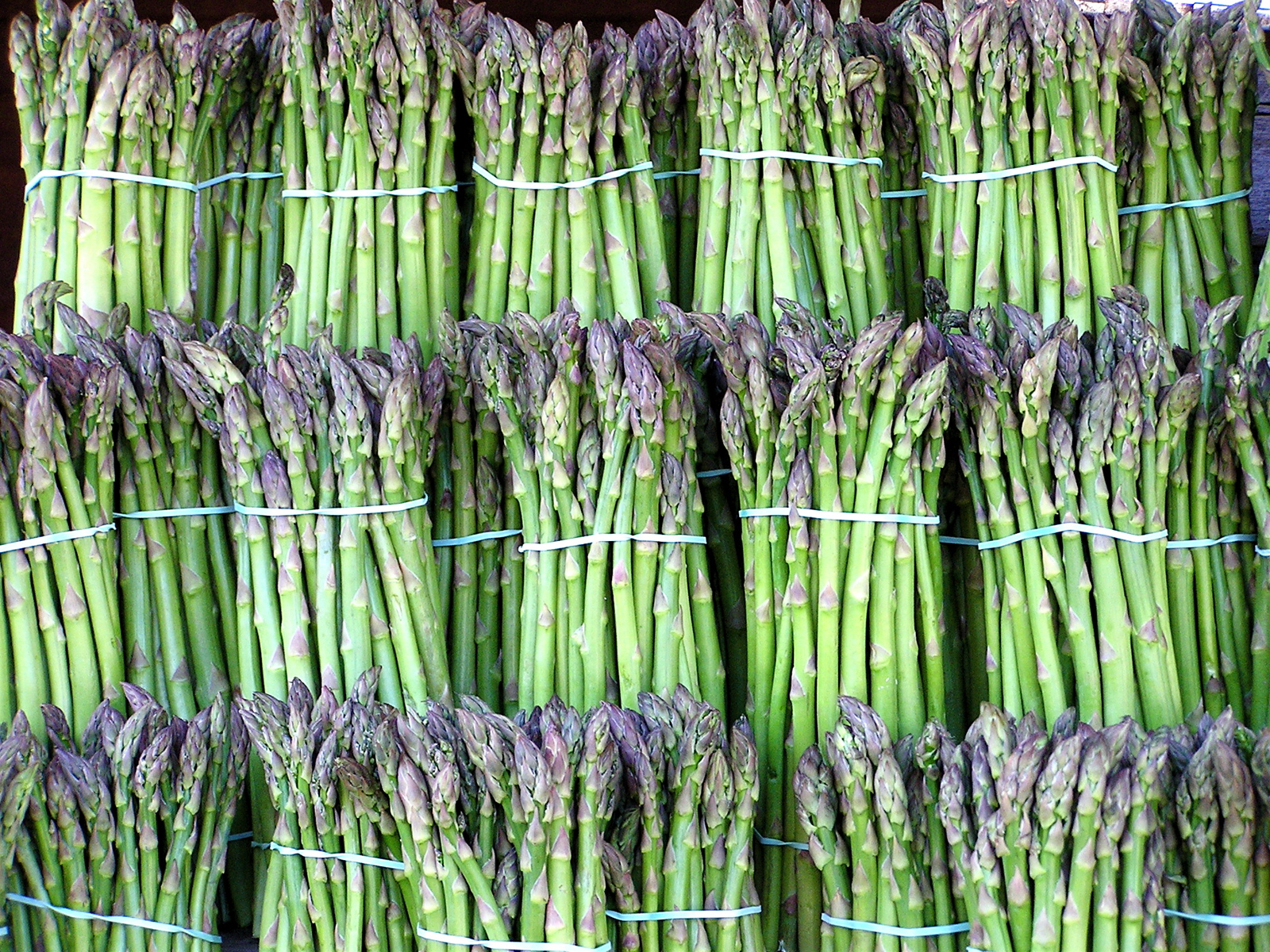
판매용 아스파라거스

## 같이 보기
- 한국아스파라거스생산자협회